# Jang Young-nam
Jang Young-nam (en hangul 장영남; 25 de noviembre de 1973) es una actriz coreana. 

## Carrera
Es miembro de la agencia AND Entertainment.
Empezó su carrera como una actriz de teatro y posteriormente actuó en cine y televisión, notablemente en obras del director Jang Jin  trabajando regularmente en sus películas y producciones de teatro. Formó parte del reparto original en el espectáculo de comedia  Saturday Night Live Korea cuando Jang Jin llevó el montaje original americano a Corea del Sur. Además, pertenece al prestigioso grupo de teatro Mokhwa Repertory Compañía.
Es conocida por sus habilidades en comedia y drama, así como por su capacidad de cambiar fácilmente entre diferentes géneros y medios como el teatro, la televisión y las películas. Algunos de sus personajes de reparto más notables fueron en A Werewolf Boy y Hello Ghost. También ha tenido cameos memorables en los dramas Pinocho y Moon Embracing the Sun. 
En 2013 interpretó su primer protagónico en el thriller de venganza y crimen Azooma, que le valió el Premio a la Mejor Actriz del Gremio de Directores en el 17th Busan International Film Festival (BIFF).
En octubre de 2019 se unió al elenco recurrente de la serie My Country donde dio vida a Il-hwa.
En de marzo de 2020 se unió al elenco recurrente de la serie Find Me in Your Memory donde interpretó a Choi Hee-sang, un miembro y directora de noticias del equipo "Newsroom Crew".

## Vida personal
En diciembre de 2011, se casó con un profesor de teatro y cine universitario. La pareja tuvo su primer hijo en abril de 2014.

## Filmografía

### Series de televisión
| Año     | Título                             | Papel                                | Canal        | Notas                  | Ref.          |
| ------- | ---------------------------------- | ------------------------------------ | ------------ | ---------------------- | ------------- |
| 2003    | Leaving Pippi Longstocking         |                                      | MBC          | MBC Best Theater       |               |
| 2004    | The Last Day of My Life            |                                      | MBC          | Span Drama             |               |
| 2006    | The Stars Shine Brightly           | Kim Yeon-yi                          | KBS2         | Drama City             |               |
| 2007    | Dal-ja's Spring                    | Esposa de Uhm Ki-joong               | KBS2         |                        |               |
| 2007    | Ssamdalg Misugi                    |                                      | KBS2         | Drama City             |               |
| 2008    | One Mom and Three Dads             | Noh Hee-sook                         | KBS2         |                        |               |
| 2008    | La Dolce Vita                      | Sung-sook                            | MBC          |                        |               |
| 2008    | Women of the Sun                   | Lee Eun-bi                           | KBS2         |                        |               |
| 2008    | Love Marriage                      |                                      | KBS2         |                        |               |
| 2008    | Chosun Police Season 2             | Cho Seol                             | MBC Dramanet |                        |               |
| 2008    | I Love You, Don't Cry              | Oh Jung-rim                          | MBC          |                        |               |
| 2009    | Hero                               | Jin Do-hee                           | MBC          |                        |               |
| 2010    | I Am Legend                        | Oh Seung-hye                         | SBS          |                        |               |
| 2010    | Daemul                             | Especialista electoral Wang Joong-ki | SBS          |                        |               |
| 2011    | I Believe in Love                  | Kim Eui-sook                         | KBS2         | Cameo                  |               |
| 2011    | Vampire Prosecutor                 | Yoon Ji-hee                          | OCN          | Invitada, ep. 4, 8, 11 |               |
| 2011    | Glory Jane                         | Yeo Eun-joo                          | KBS2         |                        |               |
| 2012    | Moon Embracing the Sun             | Shaman Ari                           | MBC          | Cameo, ep. 1           |               |
| 2012    | I Love Lee Tae-ri                  | Oh Mi-ja                             | tvN          |                        |               |
| 2012    | Dr. Jin                            | Noble Jo                             | MBC          | Invitada, ep. 7-8      |               |
| 2012    | Horse Doctor                       | Madre de Baek Kwang-hyun             | MBC          | Cameo, ep. 1           |               |
| 2012    | The Birth of a Family              | Ma Jin-hee                           | SBS          |                        |               |
| 2013    | 7th Grade Civil Servant            | Jang Young-soon                      | MBC          |                        |               |
| 2013    | Jang Ok-jung, Living by Love       | Dama de la corte Cheon               | SBS          |                        |               |
| 2013    | Goddess of Marriage                | Kwon Eun-hee                         | SBS          |                        |               |
| 2014    | Pinocchio                          | Madre de Ki Ha-myung                 | SBS          |                        |               |
| 2015    | Persevere, Goo Hae-ra              | Kang-soon                            | Mnet         |                        |               |
| 2015    | Miss Mamma Mia                     | Lee Mi-ryun                          | KBS Drama    |                        |               |
| 2015    | Hogu's Love                        | Madre de Pickpocket                  | tvN          | Cameo, ep. 2, 6        |               |
| 2015    | Snowy Road                         | Madre de Choi Jong-boon              | KBS1         |                        |               |
| 2015    | Queen's Flower                     | Choi Hye-jin                         | MBC          |                        |               |
| 2015    | Glamorous Temptation               | Kang Il-ran                          | MBC          |                        |               |
| 2015    | I've Got My Eye On You             | Nam Kyung Hee                        | SBS          |                        |               |
| 2016    | Weightlifting Fairy Kim Bok-Joo    | Coach Choi Sung-eun                  | MBC          |                        |               |
| 2017    | My Sassy Girl                      | Madre de Gyun-Woo                    | SBS          |                        |               |
| 2017    | The King in Love                   | Princesa Wonsung                     | MBC          |                        |               |
| 2018    | Hundred Million Stars From the Sky | Tak So-jung                          | tvN          |                        |               |
| 2019    | Secret Boutique                    | Park Joo-hyun                        | SBS          |                        |               |
| 2019    | My Country                         | Il-hwa                               | JTBC         |                        |               |
| 2020    | Nobody Knows                       | Jung So-yun                          | SBS          |                        |               |
| 2020    | Find Me in Your Memory             | Choi Hee-sang                        | MBC          |                        | [ 7 ]         |
| 2020    | It's Okay to Not Be Okay           | Park Haeng-ja                        | tvN          |                        |               |
| 2021    | The Devil Judge                    | Cha Kyung-hee                        | tvN          |                        | [ 8 ]         |
| 2021    | F20                                | Goo Ae-ran                           | KBS2         | Drama Special          |               |
| 2021    | The Veil                           | Do Jin-sook                          | MBC          |                        |               |
| 2021    | Möbius: The Veil                   | Do Jin-sook                          |              |                        | [ 9 ]         |
| 2022    | 4 minutes and 44 seconds           |                                      |              |                        | [ 10 ]        |
| 2022    | Cheer Up                           | Seong Chun-yang                      | SBS          |                        | [ 11 ] [ 12 ] |
| 2023    | Curso intensivo de amor            | Jang Seo-jin                         | tvN          |                        | [ 13 ]        |
| 2023    | The Heavenly Idol                  | Yeomra                               | tvN          |                        | [ 14 ]        |
| 2023    | Delightfully Deceitful             | Seo Gye-suk                          | tvN          |                        |               |
| 2023-24 | Like Flowers in Sand               | Ma Jin-sook                          | ENA          |                        | [ 15 ]        |
| 2024    | Cautivar a un rey                  | Reina viuda Park                     | tvN          |                        | [ 16 ]        |
| 2024    | Amor en la puerta de al lado       | Seo Hye-sook                         | tvN          |                        | [ 17 ] [ 18 ] |
| 2025    | Nuestro Seúl por descubrir         | Hyun Ok-hee                          | tvN          |                        | [ 19 ] [ 20 ] |

### Películas

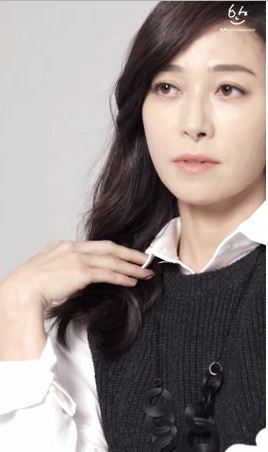
Jang Young-nam en 2018

| Año  | Título                                   | Papel                               | Ref.          |
| ---- | ---------------------------------------- | ----------------------------------- | ------------- |
| 1997 | Push! Push!                              |                                     |               |
| 2003 | Runaway (cortometraje)                   | Jung-sook                           |               |
| 2004 | Someone Special                          | mujer en accidente                  |               |
| 2005 | Murder, Take One                         | Yoo Jin-ju                          |               |
| 2005 | Love Is a Crazy Thing                    | Eun-joo                             |               |
| 2006 | Righteous Ties                           | Yang Yeo-il                         |               |
| 2007 | My Son                                   | oficial de la correccional          |               |
| 2007 | Hansel and Gretel                        | Soo-jung ("madre")                  |               |
| 2009 | My Girlfriend Is an Agent                | jefa de equipo Hong                 |               |
| 2009 | Possessed                                | Su-kyeong                           |               |
| 2009 | Goodbye Mom                              | Editora                             |               |
| 2009 | Good Morning President                   |                                     |               |
| 2010 | Harmony                                  | jefa de sección Bang                |               |
| 2010 | The Quiz Show Scandal                    | Jang Pal-nyeo                       |               |
| 2010 | Finding Mr. Destiny                      | Hermana de Gi-joon (cameo)          |               |
| 2010 | Hello Ghost                              | fantasma que llora                  |               |
| 2011 | Pained                                   | Kye-jung                            |               |
| 2011 | Hindsight                                | instructora de la escuela de cocina |               |
| 2011 | Mr. Idol                                 | Lee Mi-ri                           |               |
| 2012 | The Neighbor                             | Ha Tae-seon                         |               |
| 2012 | A Werewolf Boy                           | madre de Sun-yi                     |               |
| 2013 | Azooma                                   | Yoon Young-nam                      |               |
| 2013 | Friend: The Great Legacy                 | madre de Choi Sung-hoon (cameo)     |               |
| 2014 | You Are My Vampire                       | madre de Nam-geol (cameo)           |               |
| 2014 | Ode to My Father                         | madre de Deok-soo                   |               |
| 2015 | The Classified File                      | tía de Eun-joo                      |               |
| 2016 | Don't Forget Me                          | Kim Young-Hee                       |               |
| 2016 | Love, Lies                               | San-wol                             |               |
| 2017 | RV: Resurrected Victims                  | Seo Hee-jung                        |               |
| 2017 | Confidential Assignment                  | Park So-yeon                        |               |
| 2017 | The King's Case Note                     | Soo-bin                             |               |
| 2017 | Snowy Road                               | madre de Jong-boon                  |               |
| 2018 | The Negotiation                          | jefa de sección Han                 |               |
| 2018 | What a Man Wants                         | Dam deok                            |               |
| 2018 | Miss Baek                                | Jeong Myeong-sook                   |               |
| 2019 | Innocent Witness                         | Hyun Jung                           |               |
| 2019 | Metamorphosis                            | Choe Myeong-ju                      |               |
| 2020 | My Wife Has Gaigned Weight               | Esposa                              |               |
| 2021 | Seo Bok                                  | Im Se-eun                           | [ 21 ]        |
| 2022 | Hero                                     | Kim Ah-ryeo                         | [ 22 ]        |
| 2022 | Project Wolf Hunting                     | Choi Myeong-ju                      | [ 23 ]        |
| 2022 | Confidential Assignment 2: International | Park So-yeon                        |               |
| 2024 | Escape                                   | Madre de Dong-hyuk                  |               |
| 2024 | Firefighters                             | Do-sun                              | [ 24 ] [ 25 ] |

### Espectáculos de variedades
| Año  | Título                                | Red | Notas               |
| ---- | ------------------------------------- | --- | ------------------- |
| 2011 | Saturday Night Live Korea temporada 1 | tvN | Miembro del reparto |
| 2012 | Saturday Night Live Korea temporada 2 | tvN | Miembro de reparto  |

## Teatro
| Año       | Título                                               | Papel        |
| --------- | ---------------------------------------------------- | ------------ |
| 1995      | Romeo and Juliet                                     | Juliet       |
| 1996      | Love with a Fox                                      |              |
| 1996      | The Threepenny Opera                                 |              |
| 1997      | Dongbaek Agasshi "Lady Camellia"                     |              |
| 1998      | The Wandering Troupe                                 |              |
| 1998      | Birds Don't Use the Crosswalk                        |              |
| 1999      | 코소보 그리고 유랑                                   |              |
| 1999      | Bujayuchin "Intimacy Between Father and Son"         |              |
| 1999      | Chun-pung's Wife                                     |              |
| 1999      | Love with a Fox                                      |              |
| 2000      | Tae "Lifecord"                                       |              |
| 2000      | One Morning with Snow and Rain                       |              |
| 2000      | Lost River                                           |              |
| 2000      | Chun-pung's Wife                                     |              |
| 2001      | Dressing Room                                        |              |
| 2001      | Romeo and Juliet                                     |              |
| 2002      | Centipede and Earthworm                              |              |
| 2002      | Regrets of Gwanghae                                  |              |
| 2002      | Welcome to Dongmakgol                                |              |
| 2002      | Romeo and Juliet                                     |              |
| 2003      | Train for Xian                                       |              |
| 2003      | Proof                                                | Catherine    |
| 2004      | Hwan "Illusion"                                      |              |
| 2004      | Return to Hamlet                                     | Ophelia      |
| 2004      | The Hunchback Richard III                            |              |
| 2004      | Taxi Driver                                          |              |
| 2005      | Princess Bari                                        |              |
| 2006      | Nasaengmun                                           | Esposa       |
| 2006      | The Vagina Monologues                                |              |
| 2007      | Melodrama                                            |              |
| 2007      | Who Shaved My Sister's Head?                         | Yi-geum      |
| 2007      | Kyung-sook, Kyung-sook's Father                      | Kyung-sook   |
| 2007      | Chinjeong Eomma "My Mom"                             | Hija         |
| 2007      | Clumsy People                                        | Yoo Hwa-yi   |
| 2008      | Port                                                 | Rachel Keats |
| 2009      | The Seagull                                          | Nina         |
| 2009-2010 | Don't Be Too Surprised                               | Nuera        |
| 2010      | Gyungnam Changnyung-gun Gilgok-myun "Oberösterreich" |              |
| 2011      | Sanbul "Forest Fire"                                 | Sawol        |

## Premios y nominaciones
| Año  | Premio                                                             | Categoría                                                    | Trabajo nominado                | Resultado |
| ---- | ------------------------------------------------------------------ | ------------------------------------------------------------ | ------------------------------- | --------- |
| 2001 | 37th Baeksang Arts Awards                                          | mejor actriz nueva (teatro)                                  | Dressing Room                   | Ganador   |
| 2002 | 38th Dong-A Theatre Awards                                         | mejor actriz                                                 | Romeo and Juliet                | Ganador   |
| 2005 | The Dong-a Ilbo                                                    | mejor actriz de la siguiente generación                      |                                 | Ganador   |
| 2009 | Korea Theater Awards                                               | mejor actriz                                                 | Don't Be Too Surprised          | Ganador   |
| 2009 | 46th Dong-A Theatre Awards                                         | mejor actriz                                                 | Don't Be Too Surprised          | Ganador   |
| 2009 | 30th Blue Dragon Film Awards                                       | mejor actriz de reparto                                      | My Girlfriend Is an Agent       | Nominado  |
| 2011 | 19th Today's Young Artist Awards                                   | Recipiente                                                   |                                 | Ganador   |
| 2011 | 48th Grand Bell Awards                                             | mejor actriz de reparto                                      | Hello Ghost                     | Nominado  |
| 2011 | 32nd Blue Dragon Film Awards                                       | mejor actriz de reparto                                      | Hello Ghost                     | Nominado  |
| 2012 | 33rd Blue Dragon Film Awards                                       | mejor actriz de reparto                                      | The Neighbor                    | Nominado  |
| 2012 | 17th Busan International Film Festival - Director's Guild of Korea | mejor actriz                                                 | Azooma                          | Ganador   |
| 2013 | Irvine International Film Festival                                 | mejor actriz                                                 | Azooma                          | Ganador   |
| 2013 | 50th Grand Bell Awards                                             | mejor actriz                                                 | Azooma                          | Nominado  |
| 2013 | 50th Grand Bell Awards                                             | mejor actriz de reparto                                      | A Werewolf Boy                  | Ganador   |
| 2013 | 22nd Buil Film Awards                                              | mejor actriz de reparto                                      | A Werewolf Boy                  | Ganador   |
| 2013 | 34th Blue Dragon Film Awards                                       | mejor actriz de reparto                                      | A Werewolf Boy                  | Nominado  |
| 2013 | 2nd APAN Star Awards                                               | premio de actuación. actriz                                  | Goddess of Marriage             | Nominado  |
| 2013 | SBS Drama Awards                                                   | premio especial de actuación, actriz de drama semanal/diario | Goddess of Marriage             | Ganador   |
| 2015 | 36th Blue Dragon Film Awards                                       | mejor actriz de reparto                                      | The Classified File             | Nominado  |
| 2015 | 35th MBC Drama Awards                                              | mejor actriz de reparto, Producción especial                 | Queen's Flower                  | Nominado  |
| 2016 | 52nd Baeksang Arts Awards                                          | mejor actriz de reparto                                      | The Classified File             | Nominado  |
| 2016 | 2016 Scene Stealer Festival                                        | premio Bonsang                                               |                                 | Ganador   |
| 2016 | 36th MBC Drama Awards                                              | Golden Acting Award, Actriz de Miniseries                    | Weightlifting Fairy Kim Bok-Joo | Nominado  |
| 2017 | 37th MBC Drama Awards                                              | premio a la excelencia, Actriz de drama de lunes y martes    | The King in Love                | Nominado  |
| 2019 | 40th Blue Dragon Film Award                                        | Mejor actriz de reparto                                      | Metamorphosis                   | Nominada  |
| 2020 | 28th SBS Drama Awards                                              | Excellence Award, Actress in a Miniseries Action Drama       | Nobody Knows                    | Nominada  |
| 2021 | 57th Baeksang Arts Award                                           | Best Supporting Actress                                      | It's Okay to Not Be Okay        | Nominada  |
| 2021 | 2021 MBC Drama Award                                               | Excellence Award, Actress in a Miniseries                    | The Veil                        | Nominada  |
| 2021 | KBS Drama Award                                                    | Best Actress in Drama Special/TV Cinema                      | Drama Special – F20             | Nominada  |